# Дев'янішкес
Дев'янішкес (раніше також Дев'янишки; лит. Dieveniškės, пол. Dziewieniszki, біл. Дзевянішкі) — містечко на сході Литви, за 6 км від кордону з Білоруссю і за 27 км на південний схід від міста Шальчинінкай, на правому березі річки Гав'я.

## Цікаві факти
Місто розташоване на невеликій території Литви, що врізається в територію Білорусі. Згідно з міською легендою Дев'янишський виступ пояснюється тим, що нібито на карті, коли в 1939 році креслили межі переданого радянською владою Литві Віленського краю лежала трубка Сталіна, її ніхто не посмів прибрати і лінія кордону повторила форму трубки. Хоча в 1939 році ця територія увійшла до БРСР, а до Литовської РСР — лише в 1940.